# Liste der Stolpersteine in Talling
In der Liste der Stolpersteine in Talling werden die vorhandenen Gedenksteine aufgeführt, die im Rahmen des Projektes Stolpersteine des Künstlers Gunter Demnig bisher in Talling verlegt worden sind.

## Verlegte Stolpersteine
| Adresse             | Name              | Inschrift                                                                                   | Verlegedatum  | Bild | Anmerkung                                    |
| ------------------- | ----------------- | ------------------------------------------------------------------------------------------- | ------------- | --- | -------------------------------------------- |
| Im Ecken (Standort) | Leo Hirsch        | Hier wohnte Leo Hirsch Jg. 1879 deportiert 16.10.1941 Łodz tot 24.8.1942                    | 22. Sep. 2009 | Bild gesucht Die Wikipedia wünscht sich an dieser Stelle ein Bild vom Ort mit diesen Koordinaten 49.7605969 6.9505932 . Motiv: Stolperstein Familie Hirsch Falls du dabei helfen möchtest, erklärt die Anleitung , wie das geht. BW | geboren am 27. April 1879 in Talling         |
| Im Ecken (Standort) | Emilie Hirsch     | Hier wohnte Emilie Hirsch geb. Kälbermann Jg. 1877 deportiert 16.10.1941 Łodz tot 10.6.1942 | 22. Sep. 2009 | Bild gesucht Die Wikipedia wünscht sich an dieser Stelle ein Bild vom Ort mit diesen Koordinaten 49.7605969 6.9505932 . Motiv: Stolperstein Familie Hirsch Falls du dabei helfen möchtest, erklärt die Anleitung , wie das geht. BW | geboren am 22. April 1877 in Großeicholzheim |
| Im Ecken (Standort) | Sofia Hirsch      | Hier wohnte Sofia Hirsch Jg. 1881 deportiert 16.10.1941 Łodz tot 6.5.1942                   | 22. Sep. 2009 | Bild gesucht Die Wikipedia wünscht sich an dieser Stelle ein Bild vom Ort mit diesen Koordinaten 49.7605969 6.9505932 . Motiv: Stolperstein Familie Hirsch Falls du dabei helfen möchtest, erklärt die Anleitung , wie das geht. BW | geboren am 3. Januar 1881 in Talling         |
| Im Ecken (Standort) | Flora Vera Hirsch | Hier wohnte Flora Vera Hirsch Jg. 1882 deportiert 16.10.1941 Łodz tot 24.4.1942             | 22. Sep. 2009 | Bild gesucht Die Wikipedia wünscht sich an dieser Stelle ein Bild vom Ort mit diesen Koordinaten 49.7605969 6.9505932 . Motiv: Stolperstein Familie Hirsch Falls du dabei helfen möchtest, erklärt die Anleitung , wie das geht. BW | geboren am 14. Dezember 1882 in Talling      |